# Ашевка

Ашевка — река в России, протекает в Бежаницком районе Псковской области.
Исток реки находится у деревни Коромыслово Лющикской волости. Река течёт преимущественно на запад. Устье Ашевки находится в 76 км по правому берегу реки Сороти. Длина реки — 33 км, площадь водосборного бассейна — 335 км².
На реке стоят деревни у истока стоят деревни Вышино, Кривица и Калинино-2 (в списках волостей не указаны), ниже деревни Лющикской волости Латково, Роголево, Глодово, Суслово, Филино, Гора, Рабочий Посёлок, Юшковы Села, Федово и Амшага. Ближе к устью по берегам реки стоят деревни муниципального образования «Ашевское» Минино, Горлово, Каменка, Симаниха, село Ашево и деревня Палкино.

## Данные водного реестра
По данным государственного водного реестра России относится к Балтийскому бассейновому округу, водохозяйственный участок реки — Великая, речной подбассейн реки — подбассейн отсутствует. Относится к речному бассейну реки Нарва (российская часть бассейна).
По данным геоинформационной системы водохозяйственного районирования территории РФ, подготовленной Федеральным агентством водных ресурсов:
- Код водного объекта в государственном водном реестре — 01030000112102000028038
- Код по гидрологической изученности (ГИ) — 102002803
- Код бассейна — 01.03.00.001
- Номер тома по ГИ — 2
- Выпуск по ГИ — 0